# 切尔切马焦雷
切尔切马焦雷（義大利語：Cercemaggiore），是意大利坎波巴索省的一个市镇。总面积56平方公里，人口4061人，人口密度72.5人/平方公里（2009年）。ISTAT代码为070017。